# Dariush Farhang
Pour les articles homonymes, voir Farhang.
Dariush Farhang (en persan :  داریوش فرهنگ), né le 27 novembre 1947 à Abadan, en Iran, est un réalisateur, scénariste et acteur iranien.

## Biographie
Après ses études primaires, secondaires, et le lycée à Kerman, la ville natale de sa mère, Dariush Farhang suit ses études à la faculté des Beaux-arts de l’Université de Téhéran pour une carrière de metteur en scène de théâtre. Il est fondateur du groupe de théâtre Bonyan. 
Au cinéma, il débute en tant qu’acteur dans Selandar de Varouge Karim Massihi en 1980. Quelques années plus tard, il écrit et réalise son premier film, Rassoul, fils d’Abol Ghassem.
Dariush Farhang a été marié avec Susan Taslimi, actrice iranienne de cinéma et de théâtre.

## Filmographie (sélection)

### Télévision
- 1982 : Soltan va Shaban  (Sultan et Berger) série télévisée
- 1998 : Tavalodi Digar (Une autre naissance) série télévisée
- 2011 : Cinq kilomètres à Paradise (acteur)

### Cinéma
- 1987 : peut-être,  La prochaine fois  (acteur)
- 1990 : Deux Films avec un billet (Do film ba yek belit) (acteur et réalisateur)
- 1991 : Behtarin Baba-ye Donya (Le meilleur papa du monde)
- 2001 : Nuits de Téhéran (Shabha-ye Tehran) (réalisateur)
- 2015 : Muhammad: The Messenger of God de Majid Majidi : Abu Sufyan (acteur)

## Lauréats
- 1990: Simorgh de cristal, prix spécial du Jury pour Deux films avec un billet au 9e Festival du Film Fajr.
- 1990: Nomination: Simorgh de cristal du meilleur réalisateur pour Deux films avec un billet au 9e Festival du Film Fajr.
- 1990: Nomination: Simorgh de cristal du meilleur acteur pour Deux films avec un billet au 9e Festival du Film Fajr.